# Ikrimah Mawla Ibn Abbas
 (juillet 2025).
Si vous disposez d'ouvrages ou d'articles de référence ou si vous connaissez des sites web de qualité traitant du thème abordé ici, merci de compléter l'article en donnant les références utiles à sa vérifiabilité et en les liant à la section « Notes et références ».
Ikrima, fils de Abdoullah, Abou 'abdillah, al barbarî (en arabe : أبو عبد الله عكرمة ابن عبد الله ) est un célèbre juriste sunnite, exégète du Coran, Tabi'i et transmetteur de hadith.
Il est d'origine Berbère, comme l'indiquent les biographes comme Ibn Khallikan, Al-Dhahabi et Abou Is-haq ach Chîrâzî.
Il fait partie des grands oulémas de la deuxième génération, après celle des compagnons du Prophète : la génération des Tabi‘un.

## Biographie
Il était un serviteur de Houssayn al 'Anbarî qui l'a ensuite donné au compagnon du Prophète, 'Abdu Llâh Ibn 'Abbâs, qui le prit sous son aile et le traita comme son fils, ainsi Ikrima devint l'un de ses plus talentueux disciples avec Sa'id ibn al Joubayr, Moujahid, 'Ata et Tawous.
'Ikrima rapporta des ahâdîth d'après Ibn 'Abbâs, 'Abdu Llâh Ibn 'Umar, 'Abdu Llâh Ibn 'Amr Ibn Al 'Âs, Abû Hurayrah, Abû Sa'îd Al Khudrî, Al Hasan Ibn 'Alî Ibn Abî Tâlib, Jabir ibn 'Abdillah, 'Oqba ibn 'Âmir, 'Âïshah, ainsi que d'autres.
Parmi ses élèves les plus célèbres qui ont rapporté de lui: Ibrahim an-Nakha'i, ach Cha'bi, 'Amr ibn Dînâr, Ayyoub as Sakhtiyâni, ibn Chihâb az Zouhri, Soulayman al A'mach, Moûssâ ibn 'Oqba, Abou Is-haq ach Chaybâni etc.
Il fut l'un des principaux Tâbi'în et jurisconsulte de La Mecque, mais il était constamment en train d'aller d'une ville à l'autre. Il a fait de nombreux voyages, notamment à Koufa en Irak, dans le Khorassan, le Yémen, l’Égypte et l'Afrique du nord.
Voyant son haut niveau et ses nombreux voyages, 'Abdu Llâh Ibn 'Abbâs lui demanda de rester à La Mecque pour délivrer la fatwa et enseigner l'Islam.
Al-Dhahabi rapporte qu'Ikrima a dit de lui-même : « J'ai étudié la science religieuse pendant 40 ans, et je me trouvais devant la porte lorsque 'Abdu Llâh Ibn 'Abbâs se trouvait lui dans la maison pendant que je donnais des avis juridiques (fatwas). » 
Al-Dhahabi rapporte que 'Abdu Llâh Ibn 'Abbâs lui a dit : « Va donner des fatwas aux gens et je serais pour toi un soutien, celui qui vient à toi et t'interroge sur quelque chose qui le concerne alors donne-lui la fatwa et celui qui t'interroge sur ce qui ne le concerne pas, celui-là ne lui réponds pas. »

Ibn Maīn rapporte que lorsque 'Abdu Llâh Ibn 'Abbâs est décédé, Ikrima était toujours sous son autorité, alors le fils de 'Abdu Llâh Ibn 'Abbâs 'Ali ibn 'Abdi Llâh a voulu le vendre à Khâlid ibn Yazîd ibn Mou'âwîya pour 4 000 dînârs, alors il lui a été dit : « Tu vends la science laissée par ton père pour 4 000 dînârs ? » Entendant cela, 'Ali ibn 'Abdi Llâh libéra aussitôt Ikrima.

D'après Al-Dhahabi il a été dit à Sa'id ibn al Joubayr : « Connais-tu quelqu'un de plus savant que toi ? » Il rétorqua : « Oui, Ikrima ».
Al-Dhahabi rapporte qu'ach Cha'bi a dit : « Il ne reste plus personne [encore en vie à son époque] plus savant du livre de Dieu (le coran) que 'Ikrima. »"
Al-Dhahabi rapporte que Qatada a dit : « Les plus grands parmi les tâbi'în sont au nombre de quatre. 'Attâ était le plus savant d'entre eux en ce qui concerne les rites du pèlerinage, Sa'id ibn al Joubayr était le plus savant d'entre eux dans le tafsîr (exégèse du coran), 'Ikrima le plus savant d'entre eux dans la sira (biographie) du Prophète et al Hassan al Basrî le plus savant dans le licite et l'illicite. »
Dans une autre narration Qatada a dit : « Le plus savant des gens dans le licite et l'illicite est al Hassan al Basrî, en qui concerne les rites du pèlerinage c'est 'Attâ et le plus savant dans le tafsîr (exégèse du coran) est 'Ikrima. »
Sufyān al-Thawrī disait : « Prenez le tafsîr de 4 personnes, de Sa'id ibn al Joubayr, de Moujâhid, de 'Ikrima et de ad Dahâk. »

Il a été rapporté d'ibn abî Hâtim ce qui suit : « Mon père (Abou Hâtim ar razi) a été questionné sur Sa'id ibn al Joubayr et 'Ikrima, qui est le plus savant dans le tafsîr. Il a répondu que les compagnons de 'Abdu Llâh Ibn 'Abbâs étaient d'accord pour dire que c'est 'Ikrima. »
Il serait vraisemblablement décédé aux alentours de l'an 723 (105 de l'Hégire) mais d'autres affirment qu'il serait décédé en 106 ou 115.